# アーリー・トゥデイ
『アーリー・トゥデイ（Early Today）』は、アメリカ・NBCで平日朝に放送されている早朝テレビニュース番組。国内外の一般的なニュース記事、金融及びエンターテインメントのニュース、風変わりな記事、全国の天気予報、スポーツのハイライトを特集している。2022年現在、フランシス・リベラとフィリップ・メナがアンカーを務めている。

## 概要
『アーリー・トゥデイ』は、三大ネットワーク（NBC、ABC、CBS）のいずれかで、深夜帯のニュース番組と共同で制作されていない唯一の早朝のネットワークニュース番組である（NBCは、1998年に『NBCナイトサイド』が終了されて以来、深夜帯のニュース番組を放送していない。『NBCナイトサイド』は、後者の番組の最初の数ヶ月間に『アーリー・トゥデイ』と共に放送された）。
2019年時点で、東部標準時3:00、3:30、4:00に3つのユニークな30分番組を放送し、その後、東部標準時8:00まで連続した30分ループでテープ遅延させる（番組は6:30にさらに30分の生放送を制作する）。2017年9月11日、NBCは、かつての生放送に対応するために、CNBCの『マッド・マネー』の同日分の再放送を深夜のスケジュールから終了した（その日付より前に、『アーリー・トゥデイ』は東部標準時4:00に最初に生放送された）。その結果、以前は『マッド・マネー』が占めていた期間を埋めることを選択しなかった一部のNBC系列局は、現在『アーリー・トゥデイ』を2つの別々の版の形で、または90分間から2時間半のループとして放映し、シンジケート番組またはインフォマーシャルで放送される。この場合、番組はABCの『ワールドニュース・ナウ』及び『CBSオーバーナイトニュース』と競合し、『アーリー・トゥデイ』が、特に中部標準時の境界の西側で、NBCの「事実上の」深夜帯ネットワークニュース番組として効果的に機能する。
これは通常、殆どのNBC加盟局で地元の朝のニュース番組へのリードインとして放送されるが、朝のニュース番組が放送局によって作成されないいくつかの市場では、『トゥデイ』開始直前に2〜3時間のループで放送される場合がある。番組は、東部標準時7:00より前に発生した最新ニュースについて更新される場合があり、その後、ネットワークレベルの報道を必要とするライブ速報は、各タイムゾーンの加盟局のローカル裁量またはライブ報道のネットワーク注文で、『トゥデイ』とそのスタッフの完全な監視下にある。『アーリー・トゥデイ』と『モーニング・ジョー・ファースト・ルック』は、伝統的に夏季・冬季オリンピックの間に横取りされ、NBCのゴールデンタイムのオリンピックイベント報道とライブ報道の夜間リプレイをNBC放送ネットワークとMSNBCで放映できるようにすると共に、放送局がシンジケート番組編成要件を満たすことを可能にし、配給者は深夜帯であっても、番組が枠を空いた状態で何らかの形で放送されることを要求している。

## 歴史

### 起源
『アーリー・トゥデイ』は、ネットワークの昼間と早朝のスケジュールの大幅な変更の一環として、NBCが1999年4月に終了することを決定した『NBCニュース・アット・サンライズ』の後継番組として、同年9月9日に開始された（これらの変更には、 もう1つの『トゥデイ』ブランドの番組で短命のトーク番組『レイター・トゥデイ』、及び長期にわたるメロドラマ『アナザー・ワールド (テレビシリーズ)』の終了が含まれる）。『アーリー・トゥデイ』のタイトルは、1982年から1983年にかけてNBCニュースが制作した別の早朝のニュース番組でかつて使用されており（終了後、『NBCニュース・アット・サンライズ』に置き換えられた）、当時のNBCの『トゥデイ』ホストであるジェーン・ポーリー、ブライアント・ガンベル、ウィラード・スコットが出演していた。
元々はNBCの姉妹金融ニュースケーブルネットワークであるCNBCのニュージャージー州フォートリーの旧施設から制作され、ビジネスニュースと金融ニュースに焦点を当てていたが（アメリカの一部の都市の株価と天気予報を表示したCNBCティッカーの修正版を含む）、2004年に一般ニュース形式に切り替わった。この再フォーマットの一環として、番組の制作はMSNBCのセコーカス本部に移された。同時に、元『サタデー・トゥデイ』アンカーであるエイミー・ロバックが、番組の元アンカーであるナネット・ハンセンに取って代わった。

### 現在
東部標準時5:00に放送されるMSNBCのモーニング・ジョー・ファースト・ルック（以下、ファースト・ルック）は、気象キャスターとコーナーを使用したネットワークニュース番組の再利用バージョンである。2013年まで、スポーツコーナーは、フレッド・ロギンまたはマリオ・ソリスのいずれかをアンカーとして起用して、NBC直営局であるKNBCのロサンゼルススタジオから制作されていた。このコーナーは、太平洋時間23:00のニュース番組の後に録画され、後で放映され、殆どの西海岸で行われたスポーツの試合結果を伝えたが、『ファースト・ルック』と『アーリー・トゥデイ』の両方で違いなく放映された（このコーナーは現在、NBCスタジオのニュースルームからの両方の番組中に生放送からテープへと実施されている）。『アーリー・トゥデイ』で見られる一部のコーナーは『ファースト・ルック』から除外される。主に、地元の天気予報と（これは、『アーリー・トゥデイ』を放送する多くのNBC加盟局には全く表示されず、ランダムに選択された7つのアメリカの都市の予測のリストのみが表示される）、イベントが開催されている都市にサービスを提供するNBC系列局のプロモーションを特徴とする地元のイベントバーカー (職業)であるが（2013年にNBC番組から削除された）、『アーリー・トゥデイ』で見られる少数の記事は『ファースト・ルック』では見られない場合がある。
一部のNBC系列局は番組全体を放送せず、NBCが番組全体を放送する局のテレビ放送を終了するために、本質的ではないヒューマンインタレストまたは軽いニュース記事を放送している間、加盟局が早朝の気象コーナーを放送したり、朝のニュース番組を早めに開始したりできるように、24分の時点で番組アンカーによって意図的な放送終了を行われる。NBCの親会社であるNBCユニバーサルが2008年にThe Weather Channelの一部所有権を取得して以来、番組で使用される天気予報にはチャンネルのブランディングと予報が組み込まれているが、『アーリー・トゥデイ』は、2008年に閉鎖されるまで、番組の予報を提供し廃止されたデジタルマルチキャスト気象ネットワークであるNBCウェザープラスの再利用されたグラフィックシステムを使用している。
2007年9月、MSNBCの他の業務と同様に、ニュージャージー州のかつてのセコーカス本社から、同年10月にMSNBCと共にニューヨーク市マンハッタン区にある30ロックフェラー・プラザにある同ネットワークの統合ニュース本社に移転した。MSNBCのマスター・コントロール施設は、ニュージャージー州イングルウッドクリフスにあるNBCユニバーサルネットワーク・オーガニゼーション・センターのCNBC本部に移転した。2011年に両番組で使用されたセットが刷新されるまで、『アーリー・トゥデイ』のアンカー背景は日の出シーンのビデオ画面で、『ファースト・ルック』にはマンハッタンのスカイカムショットが使用された。
2009年6月29日、MSNBCの高解像度サイマルキャストフィードの開始と同時に、『アーリー・トゥデイ』は、高解像度での放送を開始した最初の早朝ネットワークニュース番組となった。
当番組は2010年3月1日まで、番組の最初の放送が東部標準時4:00に移動され、東部時間帯の放送局が4:30に、以前は新しいスケジュールが無かった場合もあったが、『NBCオールナイト（NBC All Night）』枠の『レイト・ナイト・ウィズ・ジミー・ファロン』のリピートは、デフォルトのNBCスケジュールの場合、ローカルの30分番組が夜通しの時間に系列局が続いたことに加えて、以前の番組を5分間カットして不可解にローカルニュースにつながった『アーリー・トゥデイ』のリードアウトで朝のニュース放送を開始できるようになった際、東部標準時4:30に生放送した。2019年の時点で、番組は東部標準時3:00から生放送で提供されるようになった。
2013年12月、同年8月以降にネットワークの主力の朝の番組で使用されたものに基づいた新しいグラフィックパッケージと同番組の「オレンジ色の日の出」のロゴ修正バージョンを導入した際、『トゥデイ』とのブランド統合がさらに進んだ。

## 出演者

### 現在
『アーリー・トゥデイ』は、出演者の気象学者とスポーツアンカーの両方を起用する唯一のアメリカの早朝ネットワークニュース番組であり、ABCの『アメリカ・ディス・モーニング』のアンカーが気象キャスターとして兼務し、ABCの姉妹ケーブルネットワークであるESPNのスタッフがスポーツを担当する。『CBSモーニングニュース』のアンカーは、天気とスポーツの両方を担当する。
- フランシス・リベラ（英語版） - アンカー（2014年〜2015年、2016年〜現在）
- フィリップ・メナ - アンカー（2017年〜現在）
- ジャネッサ・ウェッブ - 気象学者（2021年〜現在）

### 過去
アンカー
- ナネット・ハンセン（英語版）（1999年〜2004年、現：ニューヨーク州スミスタウン（英語版）のサザビーズ・インターナショナル・リアルティで勤務）
- ナタリー・モラレス (ジャーナリスト)（英語版）（2004年、現：NBCニュース・『アクセス・ハリウッド（英語版）』）
- エイミー・ロバック（英語版） （2004年、現：ABCニュース）
- コンテッサ・ブルーワー（英語版）（2004年〜2005年、現：CNBC）
- クリスティーン・ジョンソン（2005年〜2006年、現：ニューヨーク市のWCBS-TVメインアンカー）
- ビル・フィッツジェラルド（英語版）（2006年〜2007年）
- ミリッサ・レーベルガー（英語版）（様々な四半期）
- ダン・クレフラー（英語版）（2007年〜2009年、現：ABCニュース）
- クリスティーナ・ブラウン（英語版）（2007年〜2010年）
- リン・スミス（英語版）（2010年〜2012年、現：HLN）
- マーラ・スキアヴォカンポ（英語版）（2012年〜2013年、現：ABCニュース）
- ヴェロニカ・デ・ラ・クルス（英語版）（2011年〜2014年、現：サンフランシスコのKPIX-TV）
- ベティー・グエン（英語版）（2012年〜2016年、現：ニューヨーク市のWPIX）
- リチャード・ルイ（英語版） - 太平洋及び山岳部標準時のアンカー（2013年〜2016年）
- アイマン・モハルディーン（英語版） - 中央及び東部標準時の共同アンカー（2016年、現：MSNBCの『モーニング・ジョー・ファースト・ルック（英語版）』共同アンカー）

気象学者
- ジョー・ウィッテ（英語版）（1999年〜2003年、元：ワシントンD.C.の『NewsChannel 8』、現：メリーランド州グリーンベルトのゴダード宇宙飛行センター）
- ショーン・マクラフリン (気象学者)（英語版）（2004年〜2005年、現：フェニックスのKPHO-TV（英語版））
- ロージー・エデ（英語版）（2004年〜2005年、現在はカナダ・トロントのグローバルテレビジョンネットワーク・CIII-DT『ザ・モーニングショー (カナダのテレビ番組)（英語版）』共同ホスト）
- バイロン・ミランダ（英語版）（2007年、現：ニューヨーク市のWPIX）

ビジネスアンカー
- ルイーザ・ボイスン（英語版）（1999年〜2008年、2017年4月28日に離任するまで、最近はCNBCヨーロッパ（英語版）にいた）

## 海外での放送
『アーリー・トゥデイ』や他のいくつかの番組を含むMSNBC及びNBCニュースの番組は、中東及び北アフリカ地域の24時間ニュースチャンネルであるOSNニュースで1日数時間放送される。